# 黒帯風雲録 柔
黒帯風雲録 柔（くろおびふううんろく やわら）は、1972年4月1日 - 9月16日にNTV系で放送されたテレビドラマ。全14回。

## 概要
柔道の講道館の創始者である嘉納治五郎の生きざまを描く。
1964年と1965年に読売テレビ、日本電波映画株式会社制作、日本テレビ系で放送された『柔』、『続・柔』を、ユニオン映画制作でリメイクしたドラマ。主演は同年3月末まで『仮面ライダー』（東映、毎日放送制作、NET(現・テレビ朝日)系）で一文字隼人 / 仮面ライダー2号役を務め、一躍人気スターとなった佐々木剛。脚本・演出は旧作同様、渡辺邦男。しかし当時人気だった『8時だヨ!全員集合』（TBS系）には太刀打ち出来ず、後期には、NETが「全員集合」対策として、土曜20時～21時に編成した変身ヒーロー番組『人造人間キカイダー』、『デビルマン』にも視聴率で抜かれる結果となり、半年間放送するも旧作のような人気作とはならなかった。しかも放送期間がナイターシーズンだったため、番組自体もプロ野球中継（当時の枠は20:00～21:26）で度々中断し、結果は半年の放送ながら、14回と半分しか放送されなかった。
終了後は、同年7月まで金曜夜8時枠で放送され、団体の内紛・崩壊で打ち切りとなった『日本プロレス中継』を、日本テレビの後押しでジャイアント馬場が新たに旗揚げした新団体「全日本プロ・レスリング」による『全日本プロレス中継』として復活。以後1979年3月までこの放送枠はプロレス中継が放送される事となる。

## 放映データ
放映期間
- 1972年4月1日～9月16日

放映時間
- 毎週土曜日、20:00～20:56

## スタッフ
- 脚本・監督：渡辺邦男
- 原作：富田常雄 『柔』
- 制作：ユニオン映画、NTV

## 主題歌
- 「柔の道」（歌：水前寺清子）
  - 作詞：関沢新一／作曲・編曲：安藤実親

## キャスト
- 矢野浩（嘉納治五郎）：佐々木剛
- 妙：紅景子
- 長門勇
- 大井小町
- 泉田洋志
- 菊弥：江夏夕子
- 入川保則
- 北あけみ
- 長沢純
- 夏夕介
- 山本紀彦
- 八木孝子
- 牧伸二
- 佐野厚子
- 森幹太
- 中山昭二
- 板垣退助：丹波哲郎

| 日本テレビ系 土曜20時台          | 日本テレビ系 土曜20時台 | 日本テレビ系 土曜20時台                                                            |
| 前番組                           | 番組名                  | 次番組                                                                             |
| -------------------------------- | ----------------------- | ---------------------------------------------------------------------------------- |
| 土曜映画招待席 （20:00 - 21:26） | 黒帯風雲録 柔           | 全日本プロレス中継 （20:00 - 20:55）NNNニューススポット （20:55 - 21:00） ※1分拡大 |